# Monitoring chemizmu gleb ornych Polski

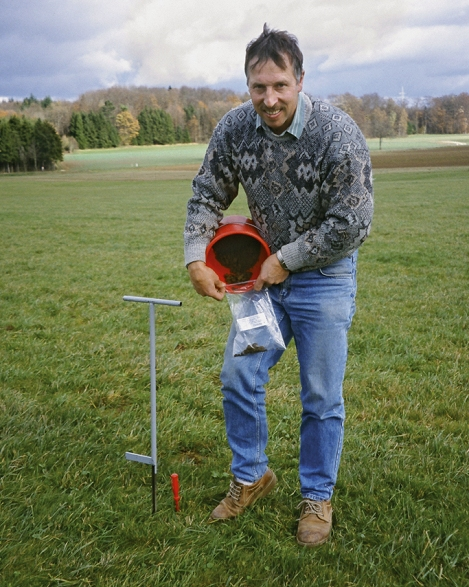
Pobór próbki gleby sondą glebową

Monitoring chemizmu gleb ornych Polski – jedno z zadań Państwowego Monitoringu Środowiska wykonywane w Polsce. W ramach tego systemu jest to jedno z głównych lub czasem jedyne zadanie podsystemu monitoringu jakości gleby i ziemi.
Monitoring jakości gleb jest w Polsce koordynowany przez Główny Inspektorat Ochrony Środowiska. Na jego zlecenie wykonawcą jest Instytut Uprawy, Nawożenia i Gleboznawstwa. Prowadzony jest od 1995 roku. Sieć monitoringu tworzy 216 punktów pomiarowo-kontrolnych. Pomiary są wykonywane w pięcioletnich cyklach.

## Zakres
Wbrew nazwie, w ramach tego programu monitoringu badane są nie tylko parametry chemiczne gleb, ale również fizyczne, jak uziarnienie. Poza tym mierzona jest wartość kilkudziesięciu parametrów zebranych w następujące grupy: uziarnienie, odczyn i węglany, substancja organiczna, właściwości sorpcyjne, zawartość pierwiastków przyswajalnych dla roślin, całkowita zawartość makroelementów, całkowita zawartość pierwiastków śladowych, wielopierścieniowe węglowodory aromatyczne, pozostałości pestycydów chloroorganicznych i związków niechlorowych, pozostałe właściwości (radioaktywność, zasolenie).

## Wyniki
W ciągu dwudziestu lat prowadzenia monitoringu chemizmu gleb ornych Polski, jego stan nie uległ większym zmianom. Nieznaczne zmiany polegają na większej kwasowości monitorowanych gleb, co wiąże się ze spadkiem zwartości jonów wapnia i magnezu. Spada również zawartość siarki do poziomów, które mogą grozić jej deficytem dla niektórych roślin uprawnych. W 2015 roku w dwóch punktach zawartość siarczanów wskazywała na podwyższoną ze źródeł antropogenicznych. Zanieczyszczenie WWA jest stosunkowo rzadkie (w 2015 roku w 13% stanowisk), a normy przekraczają głównie benzo(b)fluoranten, benzo(a)piren i benzo(a)antracen. W ciągu kilku cyklów monitoringowych zanieczyszczenie to nie zwiększa się. Zawartość DDT i pokrewnych pestycydów w 2015 roku przekroczyła normy w 14 punktach.